# Neakuyto Loab
Neakuyto Loab albo Neakuyto Leab (amh. ዓፄ ነዓኩቶ ለአብ) – król Etiopii z dynastii Zague. Panował w XIII stuleciu. Był prawdopodobnie ostatnim cesarzem z tej dynastii.

## Relacje źródłowe

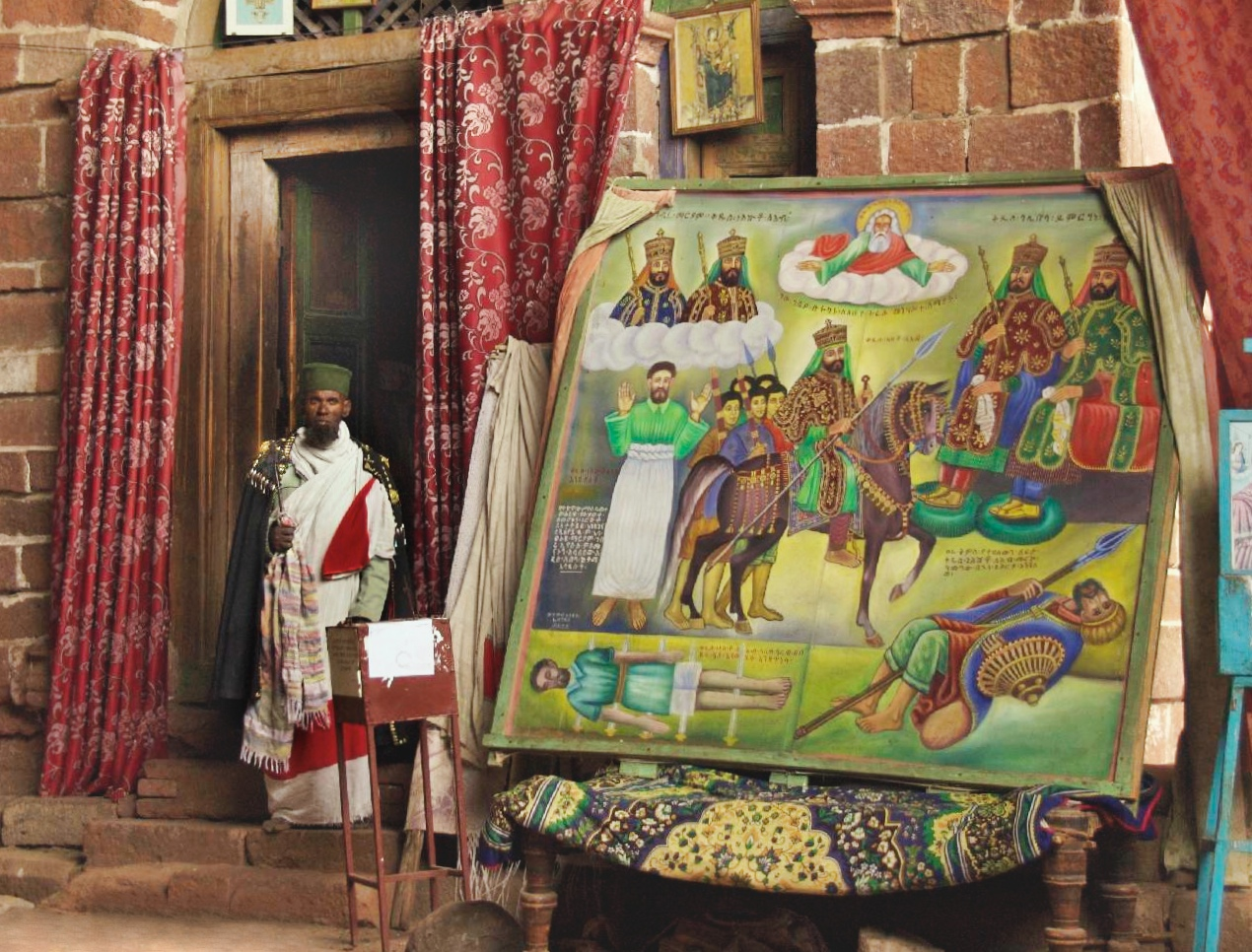
Etiopski kapłan stojący przy kościele z dużym płótnem przedstawiającym legendę o władcy Neakuyto Loabie.

Według etiopskiego historyka Taddesse Tamrata, Neakuyto Loab był synem cesarza Kedusa Harbe. Brytyjski etiopista Richard Pankhurst przypisuje Loabowi wybudowanie kościoła znajdującego się w jaskini, pół dnia drogi od miasta Lalibela. Według rękopisu zauważonego w XVII wieku przez portugalskich jezuitów Pedro Páeza, oraz Manuela de Almeidy w mieście Aksum, Neakuyto Loab rządził przez czterdzieści lat. Brytyjski archeolog George Wynn Brereton Huntingford na podstawie hagiograficznego dzieła z XVII wieku o nazwie Gadla uważał, że Neakuyto Loab rozszerzył swoje panowanie o prowincję Godżam i wybudował w Etiopii dwa kościoły.

## Legendy etiopskie
Według tradycji królowa Meskel Kibra przekonała swojego męża, króla Gebre Meskela Lalibeli do abdykacji na rzecz jego bratanka Neakuyto Loaba, ale osiemnaście miesięcy później, kiedy młody żołnierz króla podał jedynie krowę biednego rolnika na królewski stół, Kibra przekonała Lalibelę do powrotu na tron. Mimo wszystko Loab przejął władzę po Lalibeli. W czasach panowania Loaba miało dojść do kryzysu dynastii Zague. Dodatkowo syn Lalibeli, Jytbarek miał pretensje do tronu, a część możnowładców z prowincji Lasta dała mu swoje poparcie. Duchowieństwo z prowincji Szeua miało z kolei jeszcze innego kandydata na tron, przedstawiciela dynastii salomońskiej, Jykuno Amlaka. Mnich Tekle Hajmanot, w celu osadzenia Amlaka na tronie, spotkał się z Neakuyto Loabem i powiedział mu, że tron Etiopii należy się prawowitej jego zdaniem dynastii, czyli salomońskiej, zakończonej na królu Dylneadzie, wskutek zbrojnego najazdu królowej Gudit. Król Neakuyto Loab po usłyszeniu opinii duchownego miał dobrowolnie oddać władzę Amlakowi, ponieważ obawiał się, by słowa Tekle Hajmanota nie sprowadziły na niego nieszczęścia. Tradycja nie jest zgodna co to tego kto przejął władzę po Loabie. Według jednej z wersji legendy, Neakuyto Loab powierzył etiopski tron Jytbarekowi. Jeszcze inna tradycja traktuje o buncie mieszkańców prowincji Lasta wobec dynastii Zague i marszu Amlaka na czele armii z Szeua w stronę Lasta. Gdy wojska króla Loaba zdradziły go i odmówiły walki, Jykuno Amlak miał odnaleźć go w kościele św. Cyryla i zabić, a następnie przejął rządy w Etiopii jako cesarz.